# 수단 (기독교)

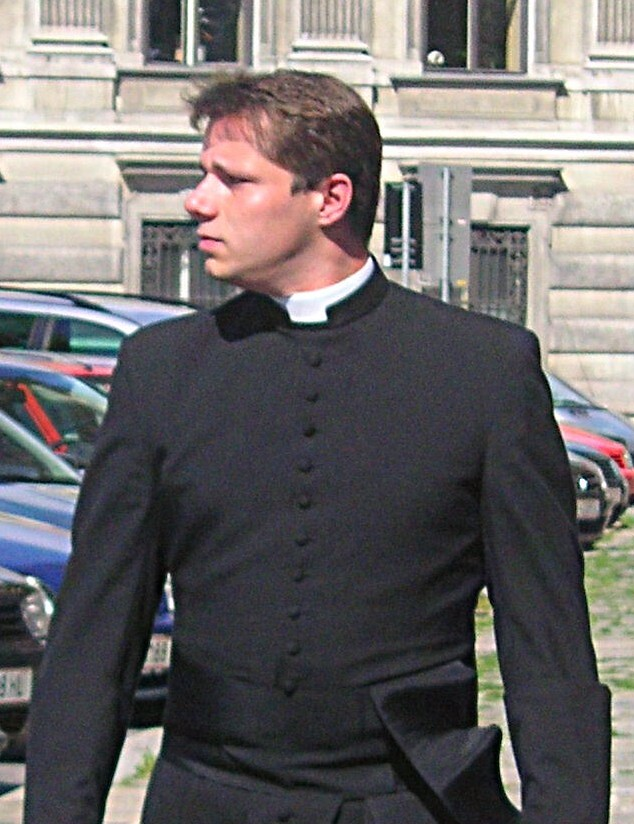
검은색 수단에 성직칼라와 검은색 파시아를 착용한 천주교 사제.

수단(soutane, cassock)은 로마 가톨릭교회 성직자들이 착용하는 성직복의 하나로서, 길쭉하고 몸에 꼭 맞는 발목 길이의 겉옷이다. 안에는 속옷을 착용했다. 역사적으로 수단은 고대 그리스-로마 시대에 토가 밑에 입었던 가운 같은 웃옷인 튜닉에서 유래한 것이다. 수단이란 말은 ‘밑에까지 내려오는 옷’(라틴어: vestis talaris, habitus talaris)이란 뜻의 라틴어 ‘수브타나’(subtana)에서 유래한 이탈리아어 ‘소타나’(sottana)에서 파생한 프랑스어 ‘수탄’(soutane)에서 유래하였다. 수단 안에 입는 셔츠는 속옷 개념을 입었고 특별한 장식은 없었다. 20세기부터 현재는 성직칼라와 함께 착용하는 경우가 대부분이다.
로마식 수단에는 종종 앞면에 쭉 내려가면서 일련의 단추를 다는데, 어떤 때는 예수 그리스도가 살았던 연수를 상징하는 서른세 개의 단추를 달기도 한다. 암브로시오 전례식 수단은 허리 부분에 띠를 두르고 목 아래로 겨우 다섯 개의 단추만 줄지어 단다. 그리고 프랑스식 수단은 슈트 방식에 따라 소맷자락에 단추를 달며 옷자락이 약간 더 넓다. 단추가 일렬로 달린 예수회 수단은 옷깃에 갈고리로 고정된 덮개가 있으며 오른편에는 매듭된 검은색 허리띠를 허리에 묶는다.

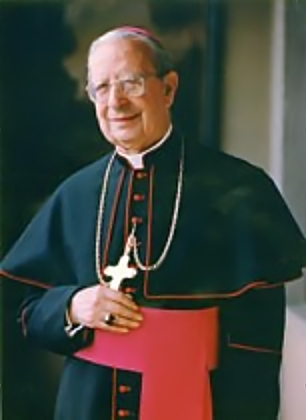
자주색 가두리 장식과 성직칼라, 어깨 망토가 있는 검은색 수단에 보라색 파시아, 금색 가슴 십자가를 착용한 오푸스 데이 단장 알바로 델 포르틸로.

일반적으로 수단은 천주교회 성직자들의 지위 상징으로, 대부분 수도원에서 주문을 받아서 제작하는데, 제작 과정이 복잡할 뿐더러, 가격도 엄청나게 비싸다. 수단의 종류 가운데 단추가 없는 작은 어깨 망토가 있고 앞부분을 여미지 않는 특수한 수단도 있는데, 이 수단을 입을 권한을 가진 성직자는 주교급 이상의 고위 성직자이다. 일반 사제 역시 원친적으로는 수단에 허리띠 종류인 파시아를 착용할 수 있지만, 근래에는 주교품 이상의 고위 성직자들만 파시아를 착용하는 경우가 많다.
대다수 천주교 성직자의 수단과 파시아는 검은색이다. 검은색은 하느님과 교회에 봉사하기 위해 자신을 봉헌하고 세속에서 죽었다는 의미를 담고 있다. 또한, 고위 성직자 또는 명예 고위 성직자는 특별히 채색된 가두리 장식과 파시아를 착용하는 것이 허용된다. 주교와 몬시뇰, 의전사제 그리고 명예 고위 성직자의 경우, 가두리 장식의 색상은 자줏빛 붉은색이며 파시아의 색상은 보라색이다. 추기경의 경우, 가두리 장식과 파시아의 색상이 진홍색이어야 하는 것이 규칙이다. 단추들은 가두리 장식과 같은 색상이다.
교황이 입는 수단과 파시아 그리고 단추들은 특별히 전부 하얀색으로 통일되어 있다. 교황이 하얀색 수단을 입는 이유는 옛날부터 하얀색이 신성함을 상징하는 고귀한 색이었고 대제사장만 입을 수 있었던 특성에서 연유한다. 또한 하얀색은 예수 그리스도의 부활을 상징하는 기쁨과 영광과 새로 태어남, 순결 등의 의미도 있다.
하지만, 이러한 구별에도 1969년 이후 (교황을 제외한) 고위 성직자들은 물론 심지어 추기경들까지 일상에서 업무를 수행할 때는 일반 사제들처럼 그냥 간소한 검은색 수단을 착용하는 경우가 많다.
열대 지방 나라들이나 한국의 일부 교구에서는 교황의 특별 허가로 하얀색 수단을 입을 수 있다. 가두리 장식과 파시아는 착용하는 고위 성직자의 품급에 따라 구분되어 있다(사제는 검은색, 명예 고위 성직자는 보라색, 주교는 자줏빛 붉은색 그리고 추기경은 주홍색 견직 가두리 장식).
주교, 몬시뇰, 의전사제, 명예 고위 성직자의 가대복 수단은 자주색 장식이 되어 있는 완전한 자주색이며, 추기경의 가대복 수단은 진홍색 장식이 되어 있는 완전한 진홍색이다. 추기경은 추가로 두 가지 특징을 더 가지고 있는데, 하나는 가대 수단 소맷자락이며 다른 하나는 진홍색의 물결무늬 명주로 만든 파시아이다.
때때로 장차 사제직을 서품받고자 공부하는 신학생, 수도회 수사, 가대의 일원인 복사와 같이 교회 전례를 보조하는 평신도가 수단을 입는 경우도 있다.

## 가톨릭교회
|      |        |      |        |           |
| 교황 | 추기경 | 주교 | 몬시뇰 | 사제/부제 |

## 성공회
|      |        |           |
| 주교 | 수도사 | 사제/부제 |

## 동방 정교회
|      |      |           |        |                      |
| 주교 | 사제 | 수도 사제 | 수도사 | 보제/차보제/성가대원 |

## 오리엔트 정교회
|          |      |        |      |
| 총대주교 | 주교 | 수도사 | 사제 |